# Oria olivina
Oria olivina är en fjärilsart som beskrevs av Alphéraky. Oria olivina ingår i släktet Oria och familjen nattflyn. Inga underarter finns listade i Catalogue of Life.